# Ишимбайская чулочная фабрика
ЗАО «Ишимбайская чулочная фабрика» — одно из крупнейших и старейших предприятий лёгкой промышленности в России. Выпускает чулочно-носочные изделия практически для всех групп населения (единственная в Башкортостане).
Почтовый и юридический адрес: Россия, Башкортостан, 453204, г. Ишимбай, ул. Советская, 85.

## История
Фабрика основана в 1956 году на базе артелей «Ишимбай-трикотаж» и «19 лет Октября».
Работало 77 человек на автоматах с ручным приводом, красили изделия в котлах, отапливаемых дровами. В 1957 было закуплено вязальное и красильно-отделочное оборудование, выпуск чулочно-носочных изделий составил 1973 тыс. пар.
В 1960-е годы было обустроено около 3 тысяч ишимбайцев. В результате рыночных реформ численность коллектива предприятия на сегодняшний день сократилась до 700 человек.
С 1991 АП, с 1992 ЗАО «Чулпан», с 1996 современное название.
2011 год является наиболее кризисным. В 2010 году было закуплено 24 круглочулочных автомата фирмы «Лонати», а также новое швейное оборудование. Установлена система аспирации «Rossetto» (Италия) — оборудование для фильтрования воздуха со сбором отходов чулочно-носочного производства, которое позволяет экономить электроэнергию. Также приобретено 25 единиц швейного оборудования.

## Награды
Ишимбайская чулочная фабрика — обладатель 12 золотых и 7 платиновых знаков качества конкурса «Всероссийская марка (3 тысячелетие)». Предприятие несколько лет подряд является дипломатом конкурса «100 лучших товаров России». По итогам юбилейной, десятой выставки «Всероссийская марка (3 тысячелетие)» удостоена высокой награды — Паспорт предприятия высокого качества. Результаты работы предприятия отмечены и на международном конкурсе «Золотое созвездие», а качество продукции отмечено серебряной медалью.